# Justus Rarkowski
Justus Rarkowski (* 17. April 1845 in Allenstein; † 16. Mai 1895 ebenda) war Stadtrat, Brauereibesitzer und Mitglied des Deutschen Reichstags.

## Leben
Rarkowski besuchte das Gymnasium in Braunsberg. Er war erst Landwirt, dann Brauereibesitzer und Stadtrat in Allenstein.  
Von 1889 bis 1893 war er Mitglied des Preußischen Abgeordnetenhauses und von 1890 bis 1893 des Deutschen Reichstags für den Reichstagswahlkreis Regierungsbezirk Königsberg 9 und die Deutsche Zentrumspartei.
Er war verheiratet mit Antonie, geborene Hippler, und der Vater des späteren Bischofs Franz Justus Rarkowski.